# Liste der Träger des Silbernen Ehrenzeichens für Verdienste um die Republik Österreich seit 1952
In dieser nicht vollständigen Liste sind Besitzer des Silbernen Ehrenzeichens für Verdienste um die Republik Österreich (1952) mit kurzen Angaben zur Person und, wenn bekannt, zum Anlass der Verleihung aufgeführt.
Bei den Berufs- bzw. Funktionsbezeichnungen ist der Einheitlichkeit halber immer der erlernte Beruf (falls relevant, sonst der zum Zeitpunkt der Verleihung ausgeübte Beruf) und nachstehend die Funktion, gereiht nach politischer Ebene, angegeben.
Die Einträge sind, falls bekannt, nach dem Verleihungsjahr oder der Veröffentlichung sortiert, innerhalb des Jahres alphabetisch, die Jahresangaben haben aber aufgrund der verschiedenen Quellangaben eine Unschärfe, da die Zeit vom Antrag über die Verleihung bis zur Bekanntmachung mehrere Monate betragen kann.
Eine – unvollständige – Liste findet sich in einer Anfragebeantwortung des Bundeskanzlers:

## Träger

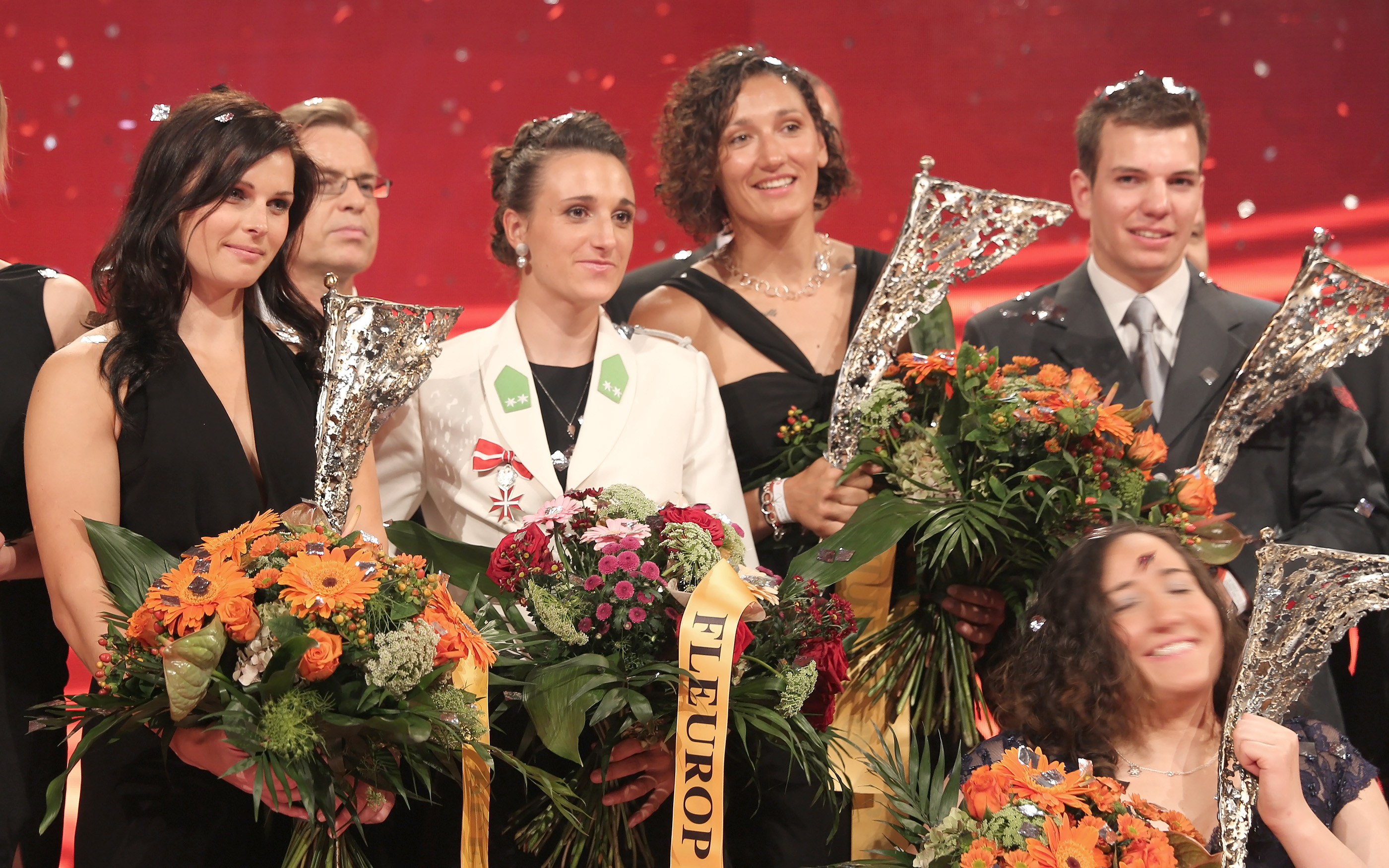
Lara Vadlau mit dem Silbernen Ehrenzeichen für Verdienste um die Republik Österreich in der Damenform.

- Franz Mairanderl, Präses der Kolpingsfamilie Linz (1957)
- Karl Schwanzer, Architekt (1958)
- Walter Barylli, Violinist (1959)
- Ekkehard Tertsch, Journalist (1960)
- Ignaz Fahrnberger, Hafnermeister, Bürgermeister von Perg (1962)
- Rudolf Holzer, Schriftsteller & Journalist (1936)
- Hans Pemmer, Lehrer und Heimatforscher (1963)
- Josef Waidhofer, Finanzbeamter, Bürgermeister von Perg und Landtagsabgeordneter von Oberösterreich (1967)
- Manfred Ackermann, Gewerkschafts- und Parteifunktionär (1969)
- Liselotte Popelka, Kunsthistorikerin (1972)
- Franz Haslehner, Politiker (1973)
- Hans Jaray, Schauspieler, Regisseur und Autor (1976)[2]
- Ernst Bregant, Marineoffizier und Industriejurist (1978)
- Marga Frank, Schriftstellerin (1981)
- Elisabeth Gürt, Schriftstellerin (1982)
- Kurt Kucera, Präsident des österreichischen Judoverbandes (1982)
- Heinz Petters, Schauspieler (1983)
- Artur Doppelmayr, Seilbahnpionier (1984)
- Erhard Vrana, Wiener Politiker und Gewerkschafter (1985)
- Olivera Miljakovic, Serbisch-österreichische Opernsängerin und Musikpädagogin (1991)
- Peter Gaider, Verkehrs-Arbeitsinspektor (1992)
- Mohammed Midhat Schihabi, Heeresvertragsarzt (1992)
- Rotraud Perner, Juristin und Psychotherapeutin (1992)
- Alfred Pritz, Psychoanalytiker (1992)
- Manfred Schilder, Musikpädagoge (1993)
- Sverre Dahl, Germanist und Literaturhistoriker (1994)
- Josef Luitz, Cellist (1994)
- Peter Valtan (1995)[3]
- Josef A. Standl, Journalist, Buch- und Theaterautor (1997)
- Josef Metzger, Journalist (1999)
- Elisabeth Weihsmann, Gemeinnützige Wohnungswirtschaft (1999)
- Lukas Dostal, Werbe- und Industriefotograf (2000)
- Leopold Karner, Fachoberlehrer (2000)
- Herbert Güntner, Facharzt für Zahn-, Mund- und Kieferheilkunde und Gründungs- und Vorstandsmitglied der Kameradschaft Feldmarschall Radetzky (2002)
- Adalbert H. Lhota, Vorsitzender der Geschäftsführung des Automobilclub von Deutschland e.V (2002)
- Andreas Unterberger, Journalist (2002)
- Bernhard Klauscher, Flugsport (2003)
- Erich Diem, Professor an der HBLA für Tourismus in Krems (2003)
- Harald Hertz, Unfallchirurg (2003)
- Johann Hindler, Klarinettist und Hochschullehrer (2003)
- Hans Krankl, Teamchef der österreichischen Nationalmannschaft (2003)
- Bernhard Löw, Hotelier (2003)
- Maria Loley, Flüchtlingshelferin (2003)
- Helmut Senekowitsch, Teamchef der österreichischen Nationalmannschaft (2003)
- Claudia Heill, Judosportlerin (2004)
- Peter Steinhauser, Direktor der Zentralanstalt für Meteorologie und Geodynamik (2004)
- Gerhard Zimmer, Sportmoderator (2004)
- Wolfgang Aichinger (2005)
- Robert Dassanowsky, Universitätsprofessor, Schriftsteller, Filmproduzent (2005)
- Herbert Kocher (2005)
- Andreas Maislinger, Politikwissenschaftler, Gedenkdienst-Gründer (2005)
- Barbara Schett, Sportlerin (2005)
- Reinfried Herbst, Skirennläufer (2006)
- Andreas P. Pittler, Redakteur der Parlamentskorrespondenz (2006)
- Klaus Semsroth, Dekan der Fakultät für Architektur und Raumplanung an der Technischen Universität Wien und Vorstandsvorsitzender der Österreichischen Gesellschaft für Raumplanung von 1994 bis 2001 (2006)
- Peter Steiner, Abteilungsleiter an der Österreichischen Nationalbibliothek (2006)
- Viktoria Schwarz, Kajaksportlerin (2006)
- Petra Schlitzer, Kajaksportlerin (2006)
- Norbert Bachl, Leiter des Zentrums für Sportwissenschaft und Universitätssport (2007)
- Franz Demel (2007)
- Alarich Feichtinger, Volksschuldirektor (2007)
- Kathrin Hagen, Kunstradsportlerin (2007)
- Heinz Hämmerle, Geschäftsführer der Hämmerle und Vogel GmbH & Co KG (2007)
- Nikolaus Hedvicak (2007)
- Jaro Hora, Obmann der Allgemeinen Fachgruppe des Gewerbes der Wirtschaftskammer Wien (2007)
- Walter Kutschera, Physiker und Vizedekan der Fakultät für Physik an der Universität Wien (2007)
- Melanie Melbinger, Kunstradsportlerin (2007)
- Silke Melbinger, Kunstradsportlerin (2007)
- Elisabeth Neier, Ärztin (2007)
- Martina Schwar, Kunstradsportlerin (2007)
- Martin Suppan, Kunst- und Antiquitätenhändler, Schauspieler und Sänger (2007)
- Franz Tritscher, Volksschuldirektor (2007)
- Johannes Benedikter (2008)
- Mustafa Ülkü Caner, Rechtsanwalt und Direktor an den Vertrauensanwalt der Österreichischen Botschaft Ankara (2008)
- Heli Dungler, Tierschützer (2008)
- Sylvia Eckhardt, Amtsdirektorin und Regierungsrätin (2008)
- Dieter Fenz, General Manager des Vienna Marriott Hotels (2008)
- Mi-Ja Friedländer (2008)
- Wolfgang Huber, Leiter des Geschäftsbereiches Bayern der Oberbank AG, Linz (2008)
- Norbert Kellner, Bürgermeister und Vorsitzender des Nationalparkbeirates Thayatal (2008)
- Wolfgang Reinprecht, Kommerzialrat (2008)
- Wilhelm Renner, Gemeinderat von Ottenschlag, Kommandant des Feuerwehrabschnittes Ottenschlag und Kommandant der Freiwilligen Feuerwehr Ottenschlag (2008)
- Gabriele Roth, Amtsdirektorin (2008)
- Ernst Scharschinger, Oberamtsrat des Landes Oberösterreich (2008)
- Heriberto Alfredo Schmutzer, österreichischer Honorarvizekonsul in Valparaiso (2008)
- Stefan Simek, Chefinspektor und Justizwachkommandant der Justizanstalt Wien-Simmering (2008)
- Raimund Stadlmair, Studienrat (2008)
- Waldemar Szewczyk, Geschäftsführer der Siemens VAI in Krakau (2008)
- Maria Urban, Obfraustellvertreterin des Vereines Frauen für eine atomkraftfreie Zukunft (2008)
- Olivier Fuchs, Wirtschaftswissenschaftler, Professor an der TH Köln (2009)
- Hermann Peham, Wirtschaftskammersekretär, Bürgermeister der Stadt Perg (2009)
- Alfred Brychta, Hauptschuldirektor an der Österreichisch-Ungarischen Europaschule Budapest (2010)
- Helmut Gekle, Bundesheeroffizier und Autor (2010)
- Sissi Jarz, Voltigiererin (2010)
- Wilhelm Konrath, Oberstleutnant und Leiter der Verkehrsabteilung des Landespolizeikommandos Niederösterreich (2010)
- Johann Lafer, Koch (2010)
- Hubert Mierka, Obmann-Stellvertreter der Fachgruppe der Spediteure der Wirtschaftskammer Niederöster reich (2010)
- Johannes Nemecek, Geschäftsführer der Ferroplan Liegenschaftsverwaltungs-GmbH (2010)
- Erich Sailer, österreichischer Skipionier in den USA (2010)
- Ben Segenreich, Journalist, Korrespondent und Nahostexperte des ORF in Israel (2010)
- Karl Bockberger, Chefinspektor (2011)
- Markus Bichler, Sportschütze (2011)
- Franziska Peer, Sportschützin (2011)
- Michael Podolak, Sportschütze (2011)
- Josef Rohaczek, Abteilungsinspektor i. R. und Obmann des Elternkreis Wien (2011)
- Lara Vadlau, Seglerin (2012)
- Walter Kriebaum, Justizwachebeamter, stv. Leiter der Strafvollzugsakademie (2012)
- Karl Wögerbauer, Hofrat
- Karl Donabauer, Politiker
- Otto Krester, ÖBB-Bediensteter
- Milan Sagat, Kontrabassist und Dirigent
- Wolfgang Steinhardt, Präsident und Unionskommandant der Lazarus Union (2014)
- Karl-Michael Ebner, Tenorsolist und Intendant und Musikfunktionär (2013)
- Günther Foidl, Geschwindigkeitsskifahrer (2013)
- Alfred Kamleitner, BÖF-Landespräsident NÖ (2014)
- Erich Engl, Chefinspektor (2015)
- Alfred Vendl, Chemiker (2015)[4]
- Željko Odobašić, Dechant und Pfarrer, Gründer der Priesternationalmannschaft (2015)
- Wolfgang Pucher, katholischer Ordenspriester (2015)[5]
- Georg Schulz, Akkordeonist, Rektor der Universität für Musik und darstellende Kunst Graz (2015)[6]
- Gernot Gierlinger, Major österreichisches Bundesheer (2016)
- Johann Vieghofer, Bankdirektor (2017)
- Alexander Anton Maly, Geschäftsführer der Schuldnerberatung Wien (2017)
- Josef Teufl, Unternehmer, Kunstsammler; Gedenkraum für Benedict Randhartinger (öffentlich zugänglich) (2019)
- Anna Benedetti und Martin Ellmerer, Kickboxer (2019)[7]
- Stephanie Brunner, Skirennläuferin (2019)[7]
- Christoph Feurle, Chefinspektor, Fachbereichsleiter der Landesleitzentrale der Polizei in Vorarlberg (2021)
- Dominic Heinzl, Silvana Meixner, Fernsehjournalisten (2024)[8]
- Roland Hrdlicka, Chefinspektor, Justizwachkommandant der Justizanstalt Wien - Josefstadt (2025)

- Gerald Schwarzmann, Einsatztrainer d. LPD Wien (2024)